# Zygmunt A. Piotrowski
Zygmunt Antoni Piotrowski (* 18. April 1904 in Posen; † 27. November 1985 in Philadelphia) war ein polnisch-amerikanischer Psychologe, der am Rorschachtest arbeitete. Er erhielt 1971 den Bruno Klopfer Award und 1980 den Preis für herausragende professionelle Beiträge der American Psychological Association.

## Leben
Piotrowski wurde in Posen geboren. Er besuchte das St. Maria Magdalena Gymnasium und dann Adam-Mickiewicz-Universität Posen. Er studierte Psychologie, Philosophie und symbolische Logik und 1927 erhielt er Doktortitel. Seit 1928 machte er an der Columbia University postgraduales Studium;  dann arbeitete Piotrowski von 1934 bis 1954 am New York State Psychiatric Institute, das mit Columbia verbunden war. Er beschäftigte sich mit experimenteller Psychologie, mit dem Rorschachtest und dem Thematischen Auffassungstest.

### Perceptanalysis
Piotrowski entwickelte eine Analysemethode für den Rorschachtest, den er Perceptanalysis nannte, die die Assoziation von Bildern und nicht sekundäre Assoziationen betont.

## Werke
- Objective Signs of Invalidity of Stanford-Binet tests. „Psychiatric Quarterly“ 11(4), s. 623–636, 1937.  DOI: 10.1007/BF01562886
- The methodological aspects of the Rorschach Personality Method. „Kwartalnik Psychologiczny“ 9, 1937
- The Rorschach Inkblot Method in Organic Disturbances of the Central Nervous System „Journal of Nervous and Mental Diseases“ 86 (5), 1937.
- Rorschach Studies of Cases with Lesions of the Frontal Lobes. „British Journal of Medical Psychology“ 17, 1937.
- The prognostic possibilities of the Rorschach method in insulin treatment. „Psychiatric Quarterly“ 12 (4), s. 679–689, 1938, DOI: 10.1007/BF01562827
- A Rorschach blind analysis of a compulsive neurotic. „Kwartalnik Psychologiczny“ 11, 1939.
- Rorschach Manifestations of improvement in Insulin Treated Schizophrenics. „Psychosomatic Medicine“ 1, 1939.
- The Rorschach Method as a Prognostic Aid in the Insulin Shock Treatment of Schizophrenics. „Psychiatric Quarterly“ 15 (4), s. 807–822, 1941.
- The Modifiability of Personality as Revealed by the Rorschach Method. „Rorschach Research Exchange“ 6, 1942.
- Perceptanalysis: a Fundamentally Reworked, Expanded, and Systematized Rorschach Method. Macmillan, 1957.
- The Piotrowski dream interpretation system. „Psychiatric Quarterly“. 47 (4), s. 609–622, 1973. DOI: 10.1007/BF01572017